# Профессор Турнесоль
Трифон Турнесоль, Профессор Христаради (фр. Tryphon Tournesol, «Трифон Подсолнечник») — персонаж из «Приключений Тинтина» бельгийского карикатуриста Эрже, гениальный, но рассеянный учёный.
Во Франции образ эксцентричного профессора, чья фамилия переводится как «подсолнух», нередко используется в рекламе подсолнечного масла. В англоязычной версии профессор именуется Катберт Калькулюс (Cuthbert Calculus), и его фамилия переводится как «вычисляющий». В российской версии его фамилия — Христаради.

## История персонажа
Художник Эрже несколько раз пытался ввести в рассказы о Тинтине незаурядного учёного, пока наконец в «Сокровище кровавого Рокхама» (1944) публике не был представлен профессор Турнесоль. По признанию Эрже, на создание этого образа его вдохновил внешний вид Огюста Пикара, с которым он пересекался в Брюсселе. Правда, Турнесоль — это «мини-Пикар»: реальный изобретатель отличался очень высоким ростом.

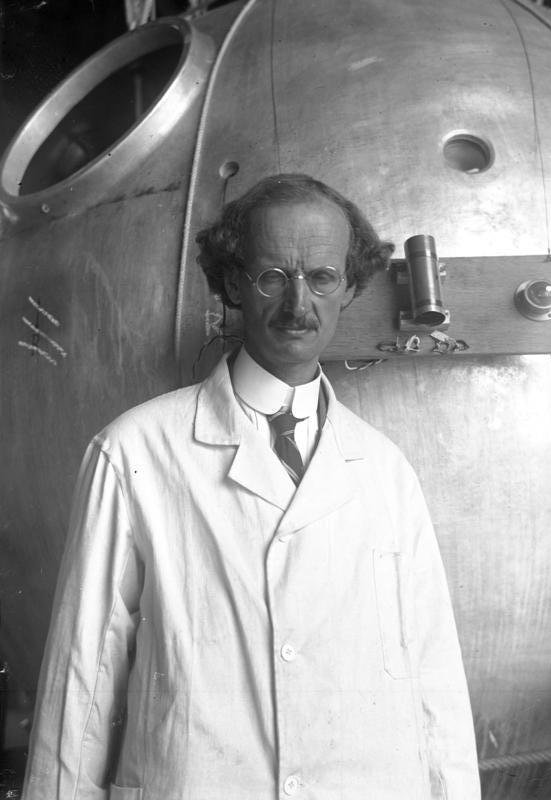
Огюст Пикар в 1932 году

Он увлекается цветоводством, изобретает пилюли от алкоголизма, ракету на Луну, цветной телевизор и много других предметов разной степени полезности. Из-за проблем со слухом он зачастую превратно воспринимает комментарии других героев комикса.
Профессор (как и его создатель) свято верит в эффективность лозоходства и везде носит с собой металлический шарик на ниточке. Он единственный из основных персонажей «Тинтина», кто проявляет интерес к противоположному полу. В «Драгоценностях Кастафьоре» профессор по уши влюбляется в оперную диву и нарекает её именем выведенный им сорт роз.

## Популярность

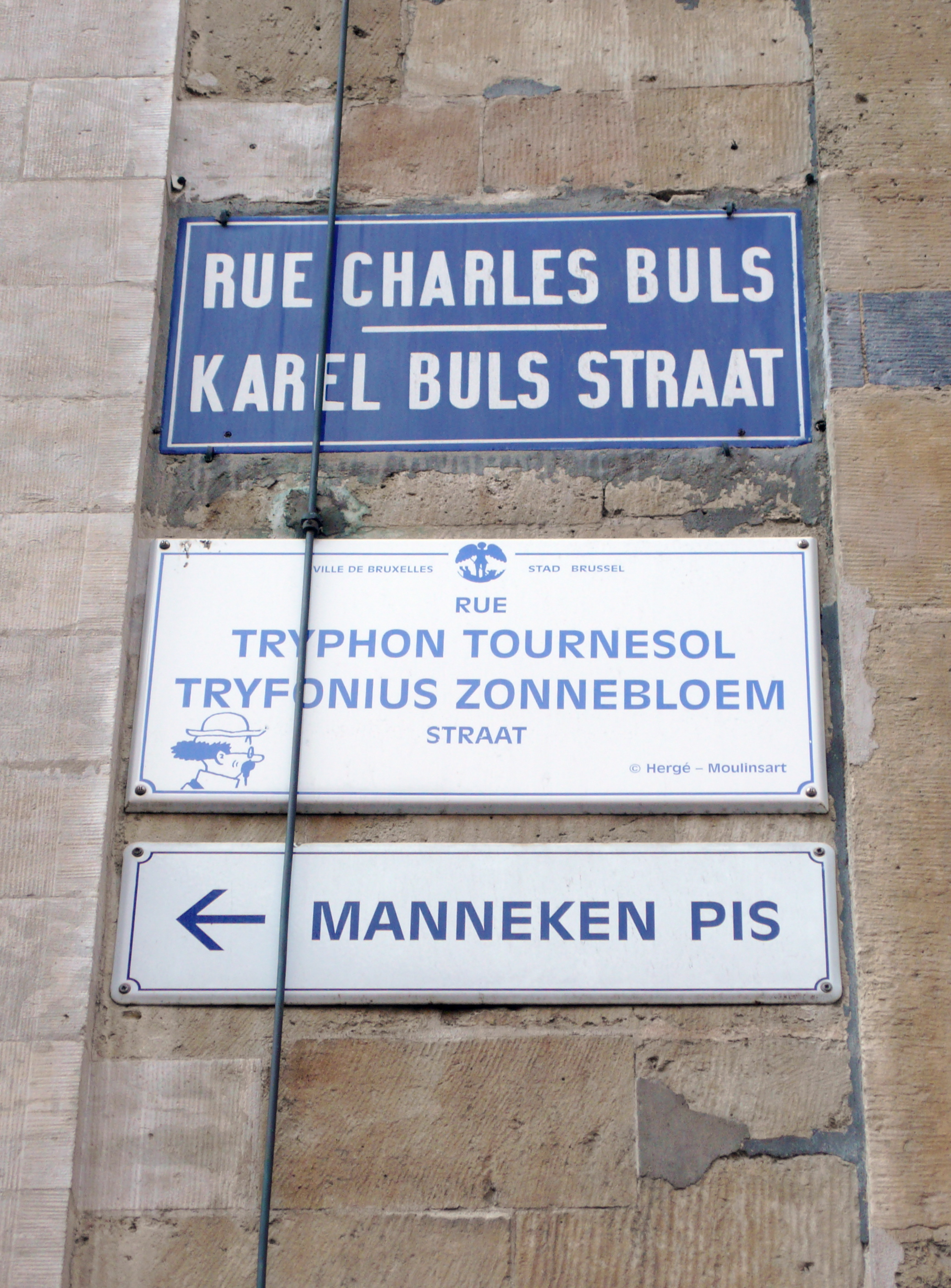
Улица в Брюсселе, названная в честь профессора Турнесоля. Внизу указатель: «К писающему мальчику»

- В Брюсселе есть улица Трифон Турнесоль.
- В его честь назван астероид (327082) Турнесоль.